# Muhamet Dibra
Muhamet Dibra (ur. 31 października 1923 w Szkodrze, zm. 1 stycznia 1998 tamże) – albański piłkarz, w latach 1946–1953 reprezentant Albanii. Zginął w wypadku drogowym wskutek zderzenia z motocyklem.

## Upamiętnienia
Został uhonorowany tytułem Zasłużonego Mistrza Sportu oraz odznaczony Orderem Naima Frashëriego. Otrzymał także tytuł honorowego obywatela Szkodry, wygrał także plebiscyt typujący 11 najlepszych piłkarzy w 90-letniej historii klubu KF Vllaznia.
Imieniem Muhameta Dibry nazwano jedną z ulic w Szkodrze.